# ميشيل دونيلان
ميشيل دونيلان (مواليد 8 أبريل 1984) هي سياسية بريطانية تشغل منصب وزيرة الثقافة والرياضة منذ سبتمبر 2022.